# Nethinius coindardii
Nethinius coindardii är en skalbaggsart som beskrevs av Leon Fairmaire 1902. Nethinius coindardii ingår i släktet Nethinius och familjen långhorningar.
Artens utbredningsområde är Madagaskar. Inga underarter finns listade i Catalogue of Life.